# Георгиевский, Пётр Константинович
Пётр Константи́нович Гео́ргиевский (1902—1984) — советский партийный и государственный деятель, генерал-майор инженерно-технической службы. Герой Социалистического Труда.

## Биография
Родился 3 (16) июля 1902 года в деревне Заробозерье в крестьянской семье.
С детства работал на лесопромышленных предприятиях Новгородской (позже Череповецкой) губернии.
В 1919 году вступил в ряды РКП(б). С того же года служил в рядах РККА и тогда же закончил командные курсы в Петроградском военном округе. Служил в Череповецком территориальном полку в Белозерске и судовым механиком на кораблях Балтийского флота.
После демобилизации работал слесарем в Ленинграде и к 1930 году был заместителем директора завода «Красная вагранка».
В 1930 году поступил в Ленинградский индустриальный институт, который закончил в 1935 году, после чего был назначен на должность начальника механического цеха на строительстве Куйбышевского гидроузла.
С 1937 года служил в органах НКВД СССР и работал на строительстве канала имени Москвы и Куйбышевского гидроузла.
С 1940 года и в годы Великой Отечественной войны работал на должности главного механика Особстроя в ходе строительства авиационного завода в Куйбышеве. С 1942 года работал в Челябметаллургстрое НКВД СССР на должности главного механика строительства, в 1944 году — на должности главного инженера строительства Закавказского металлургического завода («Закавказметаллургстрой», Рустави, Грузинская ССР). Когда руководитель Челябметаллургстроя генерал-майор инженерно-технической службы А. Н. Комаровский был назначен начальником Главпромстроя, он взял в Москву на должность начальника конторы монтажных работ Петра Георгиевского, и 28 ноября 1944 года тот стал заместителем начальника Главпромстроя НКВД СССР.
В ходе создания советской атомной бомбы, Комаровский в 1947 году отправил своего заместителя Георгиевского под Кыштым (Челябинская область), где при сооружении первого реактора тот внёс предложение не возводить надземную часть здания, пока не смонтируют металлоконструкции уранового котла. Для ускорения строительства применялся метод предварительного укрупнения монтажа на специальной монтажной площадке. Для этого был заранее смонтирован мощный высотный козловой кран и впоследствии с его помощью корпус реактора был подан в здание.
29 августа 1949 года в СССР на Семипалатинском ядерном полигоне был осуществлён взрыв первой отечественной атомной бомбы «РДС-1».
3 июля 1950 года генерал-майор инженерно-технической службы Пётр Константинович Георгиевский был назначен на должность первого заместителя начальника Главпромстроя МВД СССР, а 9 декабря 1952 года — на должность заместителя министра внутренних дел СССР, на которой курировал работу нескольких управлений, входивших в систему ГУЛАГа — «Гидропроект», «Главгидроволгобалтстрой», «Сталинградгидрострой», «Куйбышевгидрострой» и «Средазгидрострой».
После смерти И. В. Сталина Георгиевский в марте 1953 года был снят с должности заместителя Министра внутренних дел СССР и вновь назначен на должность заместителя начальника Главпромстроя.
В апреле 1955 года был назначен на должность начальника Главного управления монтажных работ Министерства среднего машиностроения СССР, в 1964 году — на должность заместителя, а в 1967 году — на должность советника министра среднего машиностроения СССР.
В 1982 году вышел на пенсию. Жил в Москве. Умер 22 ноября 1984 года. Похоронен на Кунцевском кладбище (10 уч.).

## Награды и премии
- Герой Социалистического Труда (29.10.1949) — за исключительные заслуги перед государством при выполнении специального задания
- орден Ленина;
- орден Красного Знамени;
- орден Трудового Красного Знамени;
- орден Красной Звезды;
- орден «Знак Почёта»
- Сталинская премия третьей степени (1951 год) — за разработку и осуществление строительства каркаса высотного здания на Котельнической набережной
- Государственная премия СССР (1977) — за создание комплекса медицинских барокамер для ГБО
- заслуженный строитель РСФСР.

## Память
- В честь Петра Георгиевского названа набережная в Белозерске.